# Hercule Poirot
Pour les articles homonymes, voir Hercule (homonymie) et Poirot.
Pour la série télévisée, voir Hercule Poirot (série télévisée).
Hercule Poirot est un détective belge de fiction créé par la romancière anglaise Agatha Christie. Avec Miss Marple, c'est l'un des personnages les plus célèbres de la romancière, apparaissant dans 33 romans et 51 nouvelles, publiés entre 1920 et 1975.
Poirot a été incarné sur le grand et le petit écran par différents acteurs, dont Albert Finney, Peter Ustinov, David Suchet et Kenneth Branagh. À la radio, dans les « dramatiques » de BBC Radio 4, son rôle a été principalement joué par John Moffatt.

## Présentation
Né en Belgique à une date indéterminée, il serait originaire de la région de Spa et de religion catholique romaine. Hercule Poirot est retraité de la police belge, où il a occupé les fonctions de chef de la Sûreté à Bruxelles.
Pendant la Première Guerre mondiale, son pays est occupé par les Allemands ; il est évacué avec d'autres réfugiés dans la petite ville anglaise de Styles St Mary, où il rencontre Hastings, évacué a son tour après une blessure à la jambe. Poirot y résout la première énigme connue du grand public (il en avait résolu d'autres auparavant mais non retranscrites par Agatha Christie) : La Mystérieuse Affaire de Styles.
Il s'installe ensuite à Londres où il occupe différents appartements et devient détective privé. Hercule Poirot ne vit désormais que de ses enquêtes (bien que le paiement de ses honoraires ne soit guère évoqué), en Grande-Bretagne, d'abord difficilement, puis, la notoriété aidant, il travaille pour de riches clients, les militaires ou le gouvernement britannique, et peut habiter un appartement luxueux, voyager avec un majordome.

## Description

### Physique
Homme mûr de petite stature, avec une tête en forme d'œuf, une apparence de dandy, des cheveux teints, des yeux verts de chat, des moustaches en croc soigneusement cirées, il est toujours tiré à quatre épingles, impeccablement vêtu.

### Personnalité
Hercule Poirot est un homme orgueilleux et fier de sa personne et de ses capacités intellectuelles exceptionnelles. Il aime être complimenté et reconnu à sa juste valeur[réf. nécessaire]. Il parle souvent de lui-même à la troisième personne,.
Il est soucieux de ne pas trahir sa morale et attentif à préserver toujours son confort. Ses moustaches, considérées comme ridicules par le monde, font sa fierté, à l'égal de l'inestimable valeur qu'il accorde à son intelligence[réf. nécessaire]. Il n'hésitera pas à sacrifier temporairement son appendice pileux pour une bonne cause, dans un des premiers romans, Les Quatre, afin de tromper ses ennemis en arborant une moustache postiche opportunément découverte. Toujours très courtois, voire obséquieux, il se considère comme presque infaillible et ne manque pas ainsi d’affronter les adversaires les plus terribles, lesquels, le jugeant quelque peu ridicule, ont tendance à le sous-estimer et se trahissent ainsi dans leur comportement ou leurs propos.
Il a une obsession de l'ordre et dédaigne les méthodes d'enquête traditionnelles qui consistent le plus souvent à se mettre à genoux pour chercher des indices. Il préfère une approche psychologique du crime, allant jusqu'à parier avec l'Inspecteur Japp qu'il est capable de résoudre une affaire à l'aide de ses « petites cellules grises », en restant confortablement assis dans un fauteuil.
Hercule Poirot met en valeur les petits détails qui peuvent paraître insignifiants aux yeux de tous mais qui constituent au contraire des éléments indispensables à la découverte de la vérité, s’ils sont rangés dans l’ordre, à la manière d'un puzzle, et ajoutés à des témoignages astucieusement déclenchés par l’intelligence du détective [réf. nécessaire].
La divulgation de la vérité et du nom du coupable est souvent le prétexte pour Hercule Poirot à une mise en scène qu'il organise lui-même : il rassemble tous les protagonistes de l’histoire, leur détaille toutes les étapes de son enquête, dévoile les différentes hypothèses en désignant pour chaque cas un meurtrier possible, puis finit par donner la solution finale, la seule viable[réf. nécessaire].

### Relations sentimentales
Hercule Poirot éprouve un amour secret et impossible pour la belle comtesse russe Vera Rossakoff. Il la croise pour la première fois dans la nouvelle Un indice de trop, où il dévoile son rôle de voleuse de diamants mais passe plusieurs jours en sa compagnie et finalement la laisse partir. Il la retrouve dans Les Quatre où elle est devenue le précieux et fidèle lieutenant du grand Quatuor et où elle lui sauve la vie. Poirot y sacrifie sa moustache pour mettre au point un stratagème particulièrement retors, il avoue dans un moment de faiblesse qu'il songe à se marier. Il la rencontrera à nouveau vingt ans plus tard dans Les Travaux d'Hercule, et c'est lui qui, cette fois-ci, tirera la comtesse d'un mauvais pas. Ensuite la comtesse disparaîtra à jamais de la vie d'Hercule Poirot.

### Famille
On ne sait rien de sa famille. Dans le roman Les Quatre (The Big Four, 1927), Poirot fait croire à Hastings qu'il a un frère jumeau prénommé Achille, qui vivrait près de Spa, en Belgique, et auquel Poirot aurait fait appel pour lutter contre le grand quatuor (Poirot explique cela à Hastings étant déguisé en Achille).

## Mort
Hercule Poirot se laisse mourir (en ne prenant pas les cachets lui permettant de survivre), à la fin de Hercule Poirot quitte la scène, après avoir tué le coupable d'une balle de revolver entre les deux yeux, par souci de symétrie.
Fait notable pour un personnage de fiction, la mort d'Hercule Poirot a donné lieu, le 6 août 1975, dans les colonnes du New York Times, à une nécrologie de 1 098 mots, rédigée par Thomas Lask, qui commençait par ces deux phrases : « Hercule Poirot, a Belgian detective who became internationally famous, has died in England. His age was unknown. », soit en français : « Hercule Poirot, détective belge ayant acquis une renommée internationale, est mort en Angleterre. Son âge était inconnu. »
Cette nécrologie, précisant qu’il s’agissait d’un personnage de fiction, accompagnait la parution en deux épisodes, aux États-Unis, dans les colonnes du mensuel Ladies' Home Journal, du roman Hercule Poirot quitte la scène, qui devait paraître en volume en septembre de la même année, chez les éditeurs habituels d'Agatha Christie : Collins, à Londres, et Dodd Mead, à New York.

## Influences
Agatha Christie tire peut-être le nom de Poirot de deux autres détectives de fiction : Jules Poiret, officier de police français retraité et retiré à Londres, créé en 1909 par l'Américain Frank Howel Evans, et Hercule Popeau, retraité de la Sûreté, personnage petit et rond créé en 1912 par la Britannique Marie Belloc Lowndes.

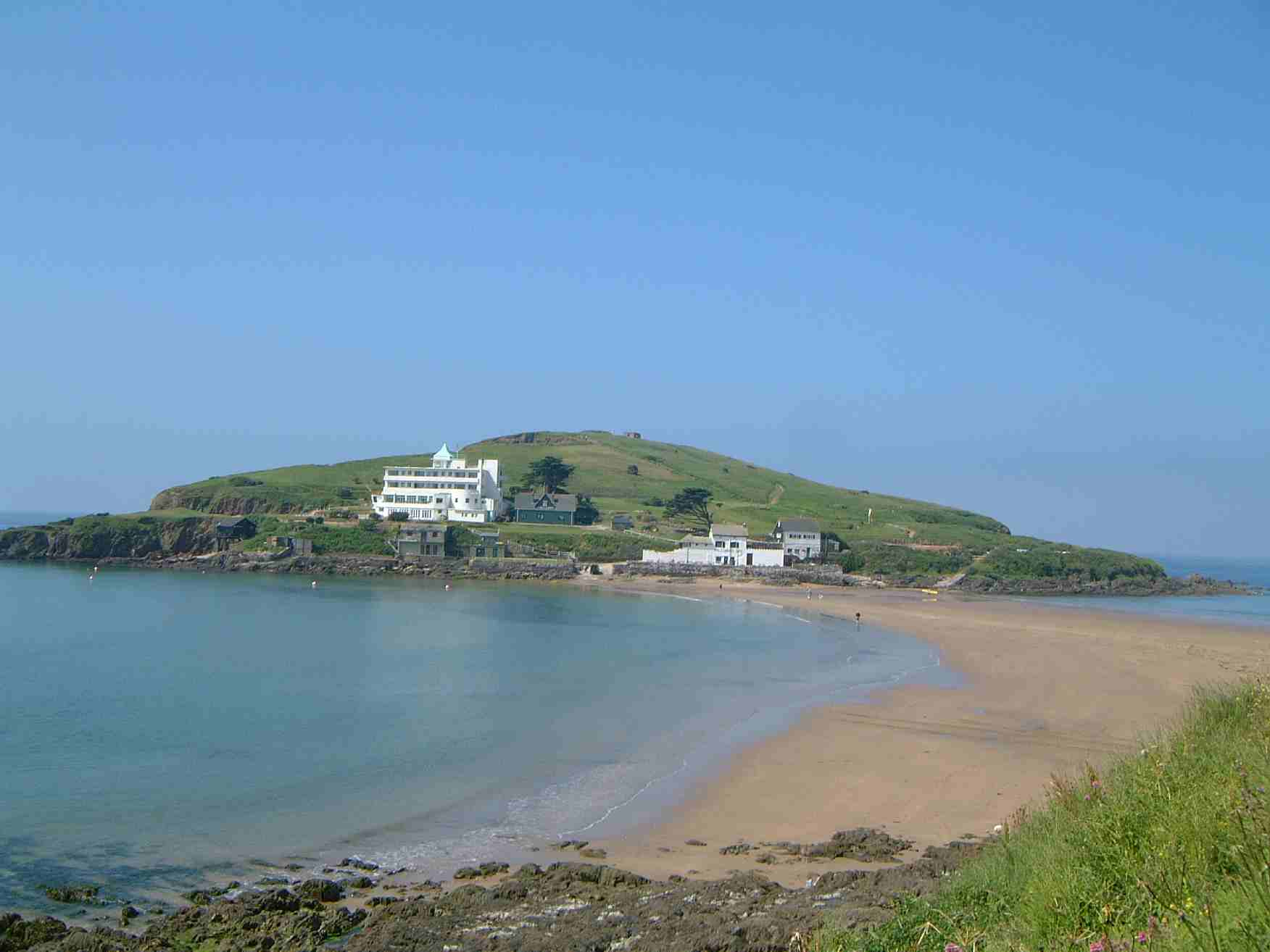
Burgh Island

Agatha Christie est née et a grandi à Torquay dans le Devon, station balnéaire où viennent se réfugier de nombreux Belges pendant la Première Guerre mondiale. Elle reconnaît d'ailleurs s'être inspirée plus particulièrement de réfugiés belges, vivant dans une paroisse voisine, après la Grande Guerre. Ainsi, les paysages de sa région natale ont inspiré de nombreuses intrigues de son détective comme A.B.C. contre Poirot, L'Homme au complet marron, mais aussi Burgh Island, île qui sert de modèle pour le cadre des Dix Petits Nègres et de Les Vacances d'Hercule Poirot.
Selon une autre théorie, Agatha Christie se serait inspirée d'un gendarme belge, Jacques-Joseph Hamoir, né à Biourge en 1858. Celui-ci aurait travaillé à Herstal durant la Première Guerre Mondiale et aurait ensuite fui vers l'Angleterre,.

## Échecs
Parmi les affaires racontées par Agatha Christie, Hercule Poirot se reconnaît deux échecs.
L'un est raconté dans la nouvelle La Boîte de chocolats dont l'action se passe en 1893 et qu'il évoque aussi dans le roman La Maison du péril. Cette nouvelle est l'unique aventure d'Hercule Poirot racontée par Agatha Christie qui a lieu avant la Première Guerre mondiale.
L'autre est le propos du roman Le Couteau sur la nuque pour lequel le narrateur Hastings écrit : « Poirot tient cette affaire pour un de ses échecs. Il jure que c'est une remarque dans la rue, tout à fait par hasard, qui l'a mis sur la bonne piste ».

## Brève chronologie des apparitions
Les livres mettant en scène Poirot racontent sa vie en Angleterre. La série commence avec La Mystérieuse Affaire de Styles où il est un réfugié à Styles durant la Première Guerre mondiale, jusqu'à Curtain (Hercule Poirot quitte la scène) où il revient à Styles.
Hercule Poirot résout aussi des affaires en dehors de l'Angleterre, les plus connues étant sans doute celles du Crime de l'Orient-Express (1934) et de Mort sur le Nil (1937).
Le personnage devient célèbre avec la publication, en 1926, du Meurtre de Roger Ackroyd dont la résolution est parfois controversée. Le roman est toujours l'un des plus célèbres romans policiers.

## Personnages récurrents
Bien que les personnages aidant Poirot soient différents d'une histoire à l'autre, certains sont récurrents :

### Arthur Hastings
Le capitaine Arthur Hastings rencontre pour la première fois Hercule Poirot alors qu'il était détective privé en Europe, et le retrouve presque immédiatement après leurs arrivées respectives en Angleterre. Il devient un fidèle ami de Poirot et apparaît dans de nombreux romans et nouvelles. Poirot considère Hastings comme un détective particulièrement peu intelligent, et pourtant utile dans sa façon d'être dupé par le criminel et pour sa tendance à « trébucher » sans le savoir sur la vérité. Il apparaît pour la première fois dans La Mystérieuse Affaire de Styles. Hastings est un homme capable de beaucoup de bravoure et de courage quand la route devient rude, faisant face à la mort sans sourciller dans Les Quatre et possédant une indéfectible loyauté envers Poirot.
Les deux hommes forment une équipe soudée jusqu'à ce que Hastings rencontre et épouse Dulcie Duveen (surnommée « Cendrillon »), une acrobate dans Le Crime du golf. Ils émigrent plus tard en Argentine en laissant derrière eux Poirot comme un « vieil homme très malheureux ». Hastings aura quatre enfants - deux fils et deux filles. Mais Poirot et Hastings seront réunis plusieurs fois, dans : Les Quatre, La Maison du péril, A.B.C. contre Poirot, Black Coffee, Témoin muet et Le Couteau sur la nuque alors que Hastings revient en Angleterre pour affaires, et enfin dans Hercule Poirot quitte la scène, la dernière affaire de Poirot. Hastings est également présent aux côtés de Poirot dans les 29 nouvelles composant les recueils Poirot Investigates et Poirot's Early Cases (reproduits en France, avec une composition différente, sous les titres Les Enquêtes d'Hercule Poirot et Le Bal de la victoire).
À la notable exception de Black Coffee, le capitaine Hastings est systématiquement le narrateur de l'histoire lorsqu'il est présent dans une enquête d'Hercule Poirot.

### Ariadne Oliver
Ariadne Oliver est une écrivaine de romans policiers, célèbre pour le personnage qu'elle a créé : le détective finlandais Sven Hjerson. Grande, avec de l'embonpoint et des coiffures insolites qu'elle change sans cesse, Ariadne Oliver est une auto-caricature d'Agatha Christie. Comme Agatha Christie, elle n'affectionne pas particulièrement l'écrivaine qu'elle est, elle déteste l'alcool et les apparitions publiques, et a un grand penchant pour les pommes jusqu'à ce qu'elle en soit dégoutée par les événements de La Fête du potiron.
Elle a écrit plus de cinquante-six romans et a une grande aversion pour ceux qui reprennent et modifient ses personnages. Elle est aussi la seule dans l'univers de Poirot à avoir noté que « ce n'est pas naturel que cinq ou six suspects soient sur place lorsque B est assassiné et que tous aient un motif pour tuer B ». Elle a rencontré Poirot pour la première fois dans Cartes sur table.

### Miss Lemon
La secrétaire de Poirot, Miss Felicity Lemon, a peu de faiblesses humaines. Les deux seules erreurs qu'on puisse lui reprocher sont, lors des événements de Pension Vanilos, trois fautes dans une lettre dactylographiée et des problèmes avec une facture d'électricité, qui s'expliquent par son inquiétude à propos de sa sœur. Poirot la décrit comme étant « incroyablement charmante et incroyablement efficace. Tout ce qu'elle a mentionné comme étant à considérer, mérite d'être examiné. Elle est experte sur presque tout et projette de créer le système de classement parfait. » Avant de devenir la secrétaire de Poirot, elle a travaillé pour Mr Parker Pyne (L'Épouse délaissée).
Dans l'œuvre écrite d'Agatha Christie, Miss Lemon n'apparaît que dans quelques nouvelles et plusieurs romans, alors que les scénaristes de la série télévisée en ont fait un personnage secondaire important apparaissant dans 32 épisodes sur les 70 constituant l'ensemble de la série.

### Inspecteur Japp
L'Inspecteur Japp est un inspecteur de Scotland Yard qui apparaît dans plusieurs des aventures de Poirot. Japp est par nature un homme ouvert, parlant fort, et parfois inconsidéré. Sa relation avec le détective belge est l'un des plus étranges aspects du monde de Poirot. Il a d'abord rencontré Poirot en Belgique en 1904 et plus tard ils unissent à nouveau leurs forces pour traquer un criminel connu sous le nom de Baron Altara. Ils se rencontrent aussi en Angleterre où Poirot aide souvent Japp à résoudre une affaire et lui permet de s'attribuer tous les mérites de la résolution en échange de faveurs.

### George
George, dont le nom de famille n'est jamais indiqué dans les romans, est le valet de Hercule Poirot. Avant d'être engagé par Hercule Poirot, il était au service de lord Edward Frampton avec lequel il se rendit notamment sur la Riviera. Cet épisode se situe deux années avant l'enquête du Train Bleu. Il entre au service de Poirot en 1923. Ayant vécu presque exclusivement avec des gens titrés, il cherchait alors une place et avait lu qu'Hercule Poirot avait été reçu par la Reine à Buckingham Palace de façon très aimable et avait la plus haute opinion de ses talents et le restera jusque dans les années 1970, un peu avant la mort de Poirot. Très stylé et très efficace, déduisant d'un seul coup d’œil la qualité des visiteurs de Poirot, devançant les besoins de son maître avant même que celui-ci ne le sollicite, George est tout le contraire du capitaine Hastings. Dans la dernière enquête de Poirot (Hercule Poirot quitte la scène), le détective profite de la mauvaise santé du père de son valet pour l'éloigner et le remplacer par Curtiss qui, ne connaissant pas Poirot, se laissera abuser par les feintes de celui-ci, nécessaires aux desseins du détective.

## Romans et recueils de nouvelles

### Agatha Christie (1920 à 1975)
Voici une liste des romans et recueils de nouvelles d'Agatha Christie mettant en scène Hercule Poirot :
|    | Titre français                                                          | Type                 | Année | Titre britannique | Éventuel titre américain |
| -- | ----------------------------------------------------------------------- | -------------------- | ----- | --- | --- |
| 1  | La Mystérieuse Affaire de Styles                                        | roman                | 1920  | The Mysterious Affair at Styles | |
| 2  | Le Crime du golf                                                        | roman                | 1923  | Murder on the Links | |
| 3  | Les Enquêtes d'Hercule Poirot                                           | recueil de nouvelles | 1924  | Poirot Investigates | |
| 4  | Le Meurtre de Roger Ackroyd                                             | roman                | 1926  | The Murder of Roger Ackroyd | |
| 5  | Les Quatre                                                              | roman                | 1927  | The Big Four | |
| 6  | Le Train bleu                                                           | roman                | 1928  | The Mystery of the Blue Train | |
| 7  | La Maison du péril                                                      | roman                | 1932  | Peril at End House | |
| 8  | Le Couteau sur la nuque                                                 | roman                | 1933  | Lord Edgware Dies | |
| 9  | Le Crime de l'Orient-Express                                            | roman                | 1934  | Murder on the Orient-Express | Murder in the Calais Coach |
| 10 | Drame en trois actes                                                    | roman                | 1935  | Three-Act Tragedy | Murder in Three Acts |
| 11 | La Mort dans les nuages                                                 | roman                | 1935  | Death in the Clouds | Death in the Air |
| 12 | A.B.C. contre Poirot                                                    | roman                | 1935  | The ABC Murders | - The ABC Murders (1935) - The Alphabet Murders (1966) |
| 13 | Cartes sur table                                                        | roman                | 1936  | Cards on the Table | |
| 14 | Meurtre en Mésopotamie                                                  | roman                | 1936  | Murder in Mesopotamia | |
| 15 | Mort sur le Nil                                                         | roman                | 1937  | Death on the Nile | |
| 16 | Témoin muet                                                             | roman                | 1937  | Dumb Witness | Poirot Loses a Client |
| 17 | Le Miroir du mort                                                       | nouvelles            | 1937  | Dead Man's Mirror | |
| 18 | Rendez-vous avec la mort                                                | roman                | 1938  | Appointment with Death (publication initiale en français, en quatre livraisons de revue, en 1948, sous le titre Rendez-vous avec l'inconnu - titre français actuel adopté en 1952 à la publication en librairie) | |
| 19 | Le Noël d'Hercule Poirot                                                | roman                | 1938  | Hercule Poirot's Christmas | - Murder for Christmas (1938) - A Holiday for Murder (1947) |
| 20 | Je ne suis pas coupable                                                 | roman                | 1940  | Sad Cypress | |
| 21 | Un, deux, trois...                                                      | roman                | 1940  | One, Two, Buckle My Shoe | - The Patriotic Murders (1940) - An overdose of Death (1953) |
| 22 | Les Vacances d'Hercule Poirot                                           | roman                | 1941  | Evil under the Sun | |
| 23 | Cinq Petits Cochons                                                     | roman                | 1942  | Five Little Pigs | Murder in Retrospect |
| 24 | Le Vallon                                                               | roman                | 1946  | The Hollow | - The Hollow (1946) - Murder after Hours (1954) |
| 25 | Les Travaux d'Hercule                                                   | recueil de nouvelles | 1947  | The Labours of Hercules (recueil de nouvelles initialement publié, en France, en deux volumes : Les Travaux d'Hercule et Les Écuries d'Augias)                                                                   | |
| 26 | Le Flux et le Reflux                                                    | roman                | 1948  | Taken at the Flood | There is a Tide |
| 27 | Mrs McGinty est morte                                                   | roman                | 1952  | Mrs McGinty's Dead | |
| 28 | Les Indiscrétions d'Hercule Poirot                                      | roman                | 1953  | After the Funeral | Funerals are fatal… |
| 29 | Pension Vanilos                                                         | roman                | 1955  | Hickory, Dickory, Dock | Hickory, Dickory, Death |
| 30 | Poirot joue le jeu                                                      | roman                | 1956  | Dead Man's Folly | |
| 31 | Le Chat et les Pigeons                                                  | roman                | 1959  | Cat Among the Pigeons | |
| 32 | Christmas Pudding                                                       | recueil de nouvelles |       | The Adventure of the Christmas Pudding and Other Stories (recueil de trois nouvelles dont une, la seconde, met en scène Hercule Poirot).                                                                         | |
| 33 | Les Pendules                                                            | roman                | 1963  | The Clocks | |
| 34 | La Troisième Fille                                                      | roman                | 1966  | Third Girl | |
| 35 | - La Fête du potiron (1969) - Le Crime d'Halloween (1999)               | roman                | 1969  | Hallowe'en Party | |
| 36 | Témoin à charge                                                         | recueil de nouvelles | 1969  | Recueil spécifiquement français, contenant 8 nouvelles inédites en volume en France, dont les cinq dernières mettent en scène Hercule Poirot                                                                     | Recueil spécifiquement français, contenant 8 nouvelles inédites en volume en France, dont les cinq dernières mettent en scène Hercule Poirot                                       |
| 37 | Allô, Hercule Poirot                                                    | nouvelles            | 1971  | Recueil spécifiquement français | Recueil spécifiquement français |
| 38 | Une mémoire d'éléphant                                                  | roman                | 1972  | Elephants Can Remember | |
| 39 | Poirot's Early Cases                                                    | recueil de nouvelles | 1974  | Recueils spécifiquement britannique et américain (de composition différente) dont le contenu correspond approximativement à celui du recueil français Le Bal de la victoire (1979)                               | Recueils spécifiquement britannique et américain (de composition différente) dont le contenu correspond approximativement à celui du recueil français Le Bal de la victoire (1979) |
| 40 | - Hercule Poirot quitte la scène (1975) - Poirot quitte la scène (1993) | roman                | 1975  | Curtain: Hercule Poirot's Last Case | |

Sans y apparaître, Poirot est nommé (en tant que personne) par le Superintendant Battle dans L'Heure zéro et également cité (en tant que personnage de roman) par Tommy et Tuppence Beresford dans Le crime est notre affaire.
| Titre français | Type             | Année | Titre britannique                   | Éventuel titre américain |
| -------------- | ---------------- | ----- | ----------------------------------- | ------------------------ |
| Black Coffee   | Pièce de théâtre | 1930  | Black Coffee (novélisation en 1999) |                          |

### Sophie Hannah (depuis 2014)
En 2013, Sophie Hannah est choisie par les héritiers d'Agatha Christie pour écrire un nouveau roman mettant en scène le détective belge Hercule Poirot, 39 ans après sa dernière aventure dans Hercule Poirot quitte la scène (1975). Meurtres en majuscules (The Monogram Murders) est publié mondialement en septembre 2014, 4 autres romans par la suite publiés entre 2016 et 2023.
| Titre français                        | Type  | Année | Titre britannique               | Éventuel titre américain |
| ------------------------------------- | ----- | ----- | ------------------------------- | ------------------------ |
| Meurtres en majuscules                | roman | 2014  | The Monogram Murders            |                          |
| La mort a ses raisons                 | roman | 2016  | Closed Casket                   |                          |
| Crimes en toutes lettres              | roman | 2018  | The Mystery of Three Quarters   |                          |
| Meurtres à Kingfisher Hill            | roman | 2020  | The Killings at Kingfisher Hill |                          |
| La mort frappe aussi les gens heureux | roman | 2023  | Hercule Poirot's Silent Night   |                          |

## Adaptations

### Cinéma
Dès sa création, le personnage d'Hercule Poirot a suscité beaucoup d'intérêt au sein du monde cinématographique. Il fut incarné dans les années 1930 par Austin Trevor puis, à partir des années 1970, par Albert Finney puis par Peter Ustinov.
- 1931 : Alibi, film britannique de Leslie S. Hiscott, avec Austin Trevor[n 4] dans le rôle de Hercule Poirot ;
- 1931 : Black Coffee, film britannique de Leslie S. Hiscott, avec Austin Trevor dans le rôle de Hercule Poirot ;
- 1934 : Lord Edgware Dies, film britannique de Henry Edwards, avec Austin Trevor dans le rôle de Hercule Poirot ;
- 1965 : ABC contre Hercule Poirot (The Alphabet Murders), comédie policière britannique de Frank Tashlin, avec Tony Randall dans le rôle de Hercule Poirot ;
- 1974 : Le Crime de l'Orient-Express (Murder on the Orient Express), film britannique de Sidney Lumet, avec Albert Finney dans le rôle de Hercule Poirot ;
- 1978 : Mort sur le Nil (Death on the Nile), film britannique de John Guillermin, avec Peter Ustinov dans le rôle de Hercule Poirot ;
- 1982 : Meurtre au soleil (Evil Under the Sun), film britannique de Guy Hamilton, avec Peter Ustinov dans le rôle de Hercule Poirot ;
- 1988 : Rendez-vous avec la mort (Appointment with Death), film britannique de Michael Winner, avec Peter Ustinov dans le rôle de Hercule Poirot ;
- 1989 : Zagadka Endkhauza, film russe de Vadim Derbenyov, avec Anatoli Ravikovitch dans le rôle de Hercule Poirot ;

Trilogie de Kenneth Branagh
- 2017 : Le Crime de l'Orient-Express (Murder on the Orient Express), film américano-britannique de Kenneth Branagh, avec Kenneth Branagh dans le rôle de Hercule Poirot
- 2022 : Mort sur le Nil (Death on the Nile), film américano-britannique de Kenneth Branagh
- 2023 : Mystère à Venise (A Haunting in Venice), film américano-britannique de Kenneth Branagh

### Télévision

#### Téléfilms
- 1973 : Black Coffee, téléfilm ouest-allemand de Claus Peter Witt, avec Horst Bollmann dans le rôle de Hercule Poirot ;
- 1985 : Le Couteau sur la nuque (Thirteen at Dinner), téléfilm américain de Lou Antonio, avec Peter Ustinov dans le rôle de Hercule Poirot et David Suchet dans celui de l'inspecteur Japp ;
- 1986 : Poirot joue le jeu (Dead Man's Folly), téléfilm américain de Clive Donner, avec Peter Ustinov dans le rôle de Hercule Poirot ;
- 1986 : Meurtre en trois actes (Murder in Three Acts), téléfilm américain de Gary Nelson, avec Peter Ustinov dans le rôle de Hercule Poirot ;
- 1986 : Murder by the Book, téléfilm anglo-canadien de Lawrence Gordon Clark, sur un scénario de Nick Evans, avec Ian Holm dans le rôle de Hercule Poirot ;
Ce n'est pas une œuvre d'Agatha Christie, mais une fiction, partiellement inspirée des biographies croisées de la romancière et du détective, et dans laquelle est imaginée une rencontre/confrontation entre eux ;
- 2001 : Le Crime de l'Orient-Express (Murder on the Orient Express), téléfilm américain de Carl Schenkel, avec Alfred Molina dans le rôle de Hercule Poirot ;
- 2002 : Neudacha Puaro (Неудача Пуаро), téléfilm russe de Sergei Ursuliak, avec Konstantin Raïkine dans le rôle de Hercule Poirot.

#### Séries télévisées
- 8 janvier 1989 au 13 novembre 2013 : Hercule Poirot (Agatha Christie's Poirot), série télévisée britannique d'ITV dans laquelle le rôle du détective est tenu par David Suchet.

Les connaisseurs de l'œuvre « christienne » s'accordent en général pour reconnaître que l'interprétation de David Suchet serait beaucoup plus fidèle à l'esprit des romans et nouvelles que pourrait l'être celle de Peter Ustinov, qui introduit un type d'humour que ne présentait pas le personnage dans les œuvres écrites. Certains avancent aussi l'opinion selon laquelle les scénarios pour la télévision seraient eux-mêmes plus fidèles à la trame des romans que ne le seraient ceux pour le cinéma - exception faite de l'adaptation cinématographique du Crime de l'Orient-Express réalisée par Sidney Lumet, que certains aficionados qualifient de seule adaptation cinématographique fidèle à Agatha Christie.
- 9 janvier 2009 au 8 mars 2024 : Les Petits Meurtres d'Agatha Christie : série française, diffusée sur France 2, librement inspirée de l'œuvre d'Agatha Christie, dont l'action se passe en France dans le Nord-Pas-de-Calais, adaptant parfois les intrigues des enquêtes de Poirot. La série est divisée en trois époques distinctes :
  - de 2009 à 2012, la série se passe dans les années 1930;
  - de 2013 à 2020, à la fin des années 1950, puis au début des années 1960;
  - de 2021 à 2024, l'action est transposée au début des années 1970.

- 2018 : ABC contre Poirot (The ABC Murders), mini-série en quatre épisodes produits par la BBC, avec John Malkovich dans le rôle d'Hercule Poirot.

#### Série télévisée d'animation
- 4 juillet 2004 au 15 mai 2005 : Agatha Christie's Great Detectives Poirot and Marple, série animée japonaise de 39 épisodes, inédite en France, qui met simultanément en scène Hercule Poirot et Miss Marple.

### Bande dessinée
Hercule Poirot a aussi été le héros de plusieurs adaptations en bande dessinée des romans d'Agatha Christie, publiées aux éditions Claude Lefrancq, réalisée par le bédéiste Jean-François Miniac et le scénariste François Rivière.
En 2002, le personnage de Poirot est introduit par le scénariste François Rivière (cette fois assisté de la dessinatrice Laurence Suhner) dans une histoire, publiée dans la « Collection Agatha Christie » aux éditions Emmanuel Proust, dans laquelle le détective belge n'apparaissait pas sous la plume d'Agatha Christie : Le Secret de Chimneys.

### Jeux vidéo
Il existe plusieurs jeux vidéo reprenant l'univers d'Hercule Poirot, avec néanmoins quelques libertés par rapport aux romans dont ils sont tirés.
- 2006 : Agatha Christie : Le Crime de l'Orient-Express, jeu d'aventure en pointer-et-cliquer sorti sur PC, où on ne joue pas Poirot, blessé et confiné dans sa cabine, mais une femme du nom de Mlle Marceau ;
- 2007 : Agatha Christie : Meurtre au soleil, jeu d'aventure en pointer-et-cliquer sorti sur PC, où le capitaine Hastings est présent ;
- 2008 : Agatha Christie : Dix Petits Nègres, jeu d'aventure sur wii
- 2009 : Agatha Christie : Mort sur le Nil, jeu d'objets cachés sorti sur PC ;
- 2009 : Agatha Christie : La Maison du Péril, jeu d'objets cachés sorti sur PC ;
- 2009 : Agatha Christie: The ABC Murders, jeu d'aventure sorti sur Nintendo DS ;
- 2016 : Agatha Christie: The ABC Murders, jeu d'aventure en pointer-et-cliquer sorti sur PC, PS4, Xbox One et Mac.
- 2021 : Agatha Christie: Hercule Poirot - The First Cases, jeu d'aventure dont le scénario inédit retrace les premières enquêtes du détective.
- 2023 : Agatha Christie: Hercule Poirot - The London Case, jeu d'aventure au scénario également inédit imaginant la toute première rencontre entre Poirot et Hastings à Londres, avant l'affaire de Styles.
- 2023 : Agatha Christie: Le Crime de l'Orient-Express, jeu d'aventure et d'énigmes transposant l'intrigue originale à notre époque (décembre 2023), avec quelques modifications scénaristiques et personnages supplémentaires.

De plus, on peut l'apercevoir enfant dans le jeu vidéo Les Aventures de Sherlock Holmes : La Nuit des sacrifiés. En effet, le célèbre personnage anglais l'aide à ouvrir une boite alors qu'ils se trouvent dans un train pour le nord de la France.

## Pastiche
Le romancier japonais Kyōtarō Nishimura a écrit un roman policier, Les grands détectives n'ont pas froid aux yeux, dans lequel un personnage nommé Sato fait venir au Japon, pour enquêter dans une affaire qu'il a montée de toutes pièces, trois détectives occidentaux — Hercule Poirot (héros d'Agatha Christie), Ellery Queen (héros des romanciers et cousins Manfred B. Lee et Frederic Dannay, qui signent leurs œuvres du nom de leur personnage) et Jules Maigret (héros de Georges Simenon) — appelés à se mesurer aux talents de détective du Japonais Akechi Kogoro (héros d'Edogawa Ranpo).